# Мустафа, Вафа
Вафа Али Мустафа (араб. وفا علي مصطفى‎; род. в 1990 году) — сирийская активистка и журналистка, выступавшая за освобождение политических заключённых и военнопленных в Сирии.

## Биография
Мустафа родилась в Масьяфе и является старшей из трех дочерей (средняя, Сана Мустафа, также стала видной активисткой). Семья Мустафы была политически активной и либерально настроенной, и отец брал Вафу на демонстрации в Дамаске в поддержку Палестины, начиная с 10 лет. Мустафа протестовала перед посольством Ливии в начале Первой гражданской войны в этой стране, а когда асадистские власти атаковали протестующих, присоединилась к Сирийской революции. 
В 2011 году была арестована за протесты против правительства Башара Асада в Дамаске. В заключении её избивали и она объявила голодовку, однако вскоре она была освобождена. В то время она была студенткой факультета журналистики и СМИ, но после ареста она не могла вернуться туда, чтобы продолжить учёбу, так как её имя было внесено в чёрные списки, а учебные заведения стали отказываться от учащихся, которые были замешаны в демонстрациях. После смерти близкого друга в результате ракетного обстрела в 2013 году она три месяца не выходила из дома, что привело к сильной потере веса, пока её отец в конце концов не убедил её обратиться за медицинской помощью. 
Вафа Мустафа говорит, что начала свою активную деятельность после исчезновения её отца Али Мустафы (правозащитник, который был арестован в июле 2013 года).
Через неделю после ареста отца она, её мать и сестра были вынуждены бежать в Алеппо, а затем в Турцию в лагерь беженцев. Они прожили в Турции 3 года, сталкиваясь с нищетой.
Вафа является членом организации «Семья за свободу». Как член этой организации в 2020 году она активно лоббировала в Совете Безопасности ООН решение в отношении сирийских заключенных, чтобы асадистское правительство раскрыло имена и местоположение всех заключенных в Сирии. Она призывала к освобождению всех заключенных в Сирии, независимо от того, удерживаются ли они режимом Асада или оппозиционными (в первую очередь джихадистскими) группами.
В 2016 году Вафа Мустафа приехала в Германию. В 2020 году окончила Бард-колледж в Берлине, получив степень в области гуманитарных наук и искусств. 
Вафа старается получить любую информацию о своем отце и других пленных, пропавших в Сирии.
30 мая 2020 года она провела акцию у здания суда в Кобленце (Германия), где разместила 61 фотографию людей пропавших в Сирии, включая фотографию отца.
В декабре 2024 года, через несколько недель после падения режима, она успешно вернулась в Дамаск, чтобы начать свои двенадцатилетние поиски отца. 